# Omladinska liga BiH
Omladinska liga BiH je drugi stupanj omladinskih natjecanja u bosanskohercegovačkom nogometu. Omladinsku ligu BiH igraju juniorske i kadetske momčadi klubova čije seniorske momčadi ne igraju Premijer ligi BiH. U Omladinskoj ligi BiH obavezno je sudjelovanje klubova Prve lige FBiH, dok se klubovi Druge lige FBiH te Prve i Druge lige RS trebaju prijaviti za natjecanje. Uz ispunjavanje sportskih, infrastrukturnih, financijskih i drugih kriterija u Omladinskoj ligi mogu sudjelovati i klubovi iz nižih liga. Iz lige nije moguće napredovanje u višu ligu, a ne postoji niti niža liga. 
Omladinska liga BiH podjeljena je na četiri skupine: Sjever, Zapad, Centar i Jug. Omladinske lige Sjever i Zapad vodi Nogometni savez Republike Srpske, a Omladinske lige Centar i Jug vodi Nogometni savez Federacije Bosne i Hercegovine.
| Skupina | Savezi |
| ------- | --- |
| Sjever  | NS Posavske županije, NS Tuzlanskog kantona, PFS Bijeljina i PFS Doboj                                                                 |
| Centar  | FS Kantona Sarajevo, NS Zeničko-dobojskog kantona, NS Županije Središnja Bosna, FS Bosansko-podrinjskog kantona i PFS Istočno Sarajevo |
| Jug     | NS Hercegovačko-neretvanske županije, ŽNS Županije Hercegbosanske, ŽNS Zapadnohercegovački i PFS Trebinje                              |
| Zapad   | NS Unsko-sanskog kantona, PFS Banja Luka, PFS Prijedor i PFS Gradiška                                                                  |

| Nogomet u BiH                                                 | Nogomet u BiH |
| ------------------------------------------------------------- | --- |
|                                                               | |
| Nogometni savez BiH Nogometni savez FBiH • Nogometni savez RS | |
|                                                               | |
| Nacionalne momčadi                                            | seniori • do 21 • do 19 • do 17 • B |
|                                                               | |
| Ligaška natjecanja                                            | Premijer liga BiH • Prva liga FBiH • Prva liga RS • Druga liga FBiH (Sjever, Centar, Jug, Zapad) • Druga liga RS (Zapad, Istok) • Županijske lige • Regionalne lige RS • Područne lige RS |
|                                                               | |
| Kup natjecanja                                                | Kup BiH • Super Kup • Kup RS • Kup FBiH |
|                                                               | |
| Omladinska natjecanja                                         | Premijer omladinska liga BiH • Omladinska liga BiH (Sjever, Centar, Jug, Zapad) |
|                                                               | |
| Popis klubova • Popis stadiona                                | |

| Nogomet u BiH                                                 | Nogomet u BiH |
| ------------------------------------------------------------- | --- |
|                                                               | |
| Nogometni savez BiH Nogometni savez FBiH • Nogometni savez RS | |
|                                                               | |
| Nacionalne momčadi                                            | seniori • do 21 • do 19 • do 17 • B |
|                                                               | |
| Ligaška natjecanja                                            | Premijer liga BiH • Prva liga FBiH • Prva liga RS • Druga liga FBiH (Sjever, Centar, Jug, Zapad) • Druga liga RS (Zapad, Istok) • Županijske lige • Regionalne lige RS • Područne lige RS |
|                                                               | |
| Kup natjecanja                                                | Kup BiH • Super Kup • Kup RS • Kup FBiH |
|                                                               | |
| Omladinska natjecanja                                         | Premijer omladinska liga BiH • Omladinska liga BiH (Sjever, Centar, Jug, Zapad) |
|                                                               | |
| Popis klubova • Popis stadiona                                | |

| Nogomet u BiH                                                 | Nogomet u BiH |
| ------------------------------------------------------------- | --- |
|                                                               | |
| Nogometni savez BiH Nogometni savez FBiH • Nogometni savez RS | |
|                                                               | |
| Nacionalne momčadi                                            | seniori • do 21 • do 19 • do 17 • B |
|                                                               | |
| Ligaška natjecanja                                            | Premijer liga BiH • Prva liga FBiH • Prva liga RS • Druga liga FBiH (Sjever, Centar, Jug, Zapad) • Druga liga RS (Zapad, Istok) • Županijske lige • Regionalne lige RS • Područne lige RS |
|                                                               | |
| Kup natjecanja                                                | Kup BiH • Super Kup • Kup RS • Kup FBiH |
|                                                               | |
| Omladinska natjecanja                                         | Premijer omladinska liga BiH • Omladinska liga BiH (Sjever, Centar, Jug, Zapad) |
|                                                               | |
| Popis klubova • Popis stadiona                                | |

| Nogomet u BiH                                                 | Nogomet u BiH |
| ------------------------------------------------------------- | --- |
|                                                               | |
| Nogometni savez BiH Nogometni savez FBiH • Nogometni savez RS | |
|                                                               | |
| Nacionalne momčadi                                            | seniori • do 21 • do 19 • do 17 • B |
|                                                               | |
| Ligaška natjecanja                                            | Premijer liga BiH • Prva liga FBiH • Prva liga RS • Druga liga FBiH (Sjever, Centar, Jug, Zapad) • Druga liga RS (Zapad, Istok) • Županijske lige • Regionalne lige RS • Područne lige RS |
|                                                               | |
| Kup natjecanja                                                | Kup BiH • Super Kup • Kup RS • Kup FBiH |
|                                                               | |
| Omladinska natjecanja                                         | Premijer omladinska liga BiH • Omladinska liga BiH (Sjever, Centar, Jug, Zapad) |
|                                                               | |
| Popis klubova • Popis stadiona                                | |